# Riekermolen
De Riekermolen is een poldermolen bij de Kalfjeslaan bij de Amstel. Naast de molen staat een door Han Wezelaar gemaakt standbeeld van Rembrandt, als herinnering aan het feit dat de schilder veel tekeningen heeft gemaakt langs de oevers van deze rivier. Het werd in 1969 onthuld tijdens zijn 300ste sterfjaar.

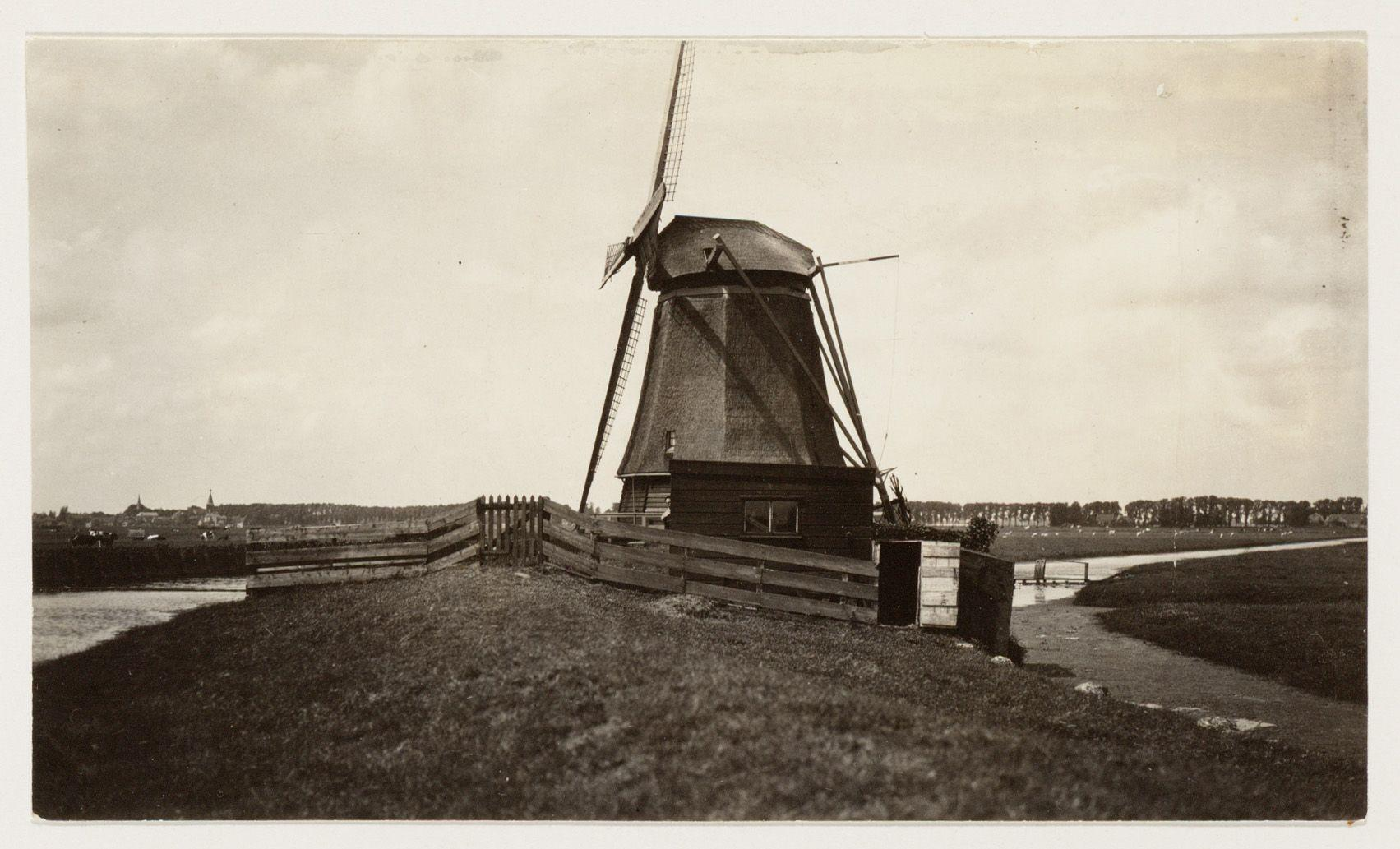
Riekermolen op zijn oorspronkelijke locatie in de Riekerpolder; 1922.

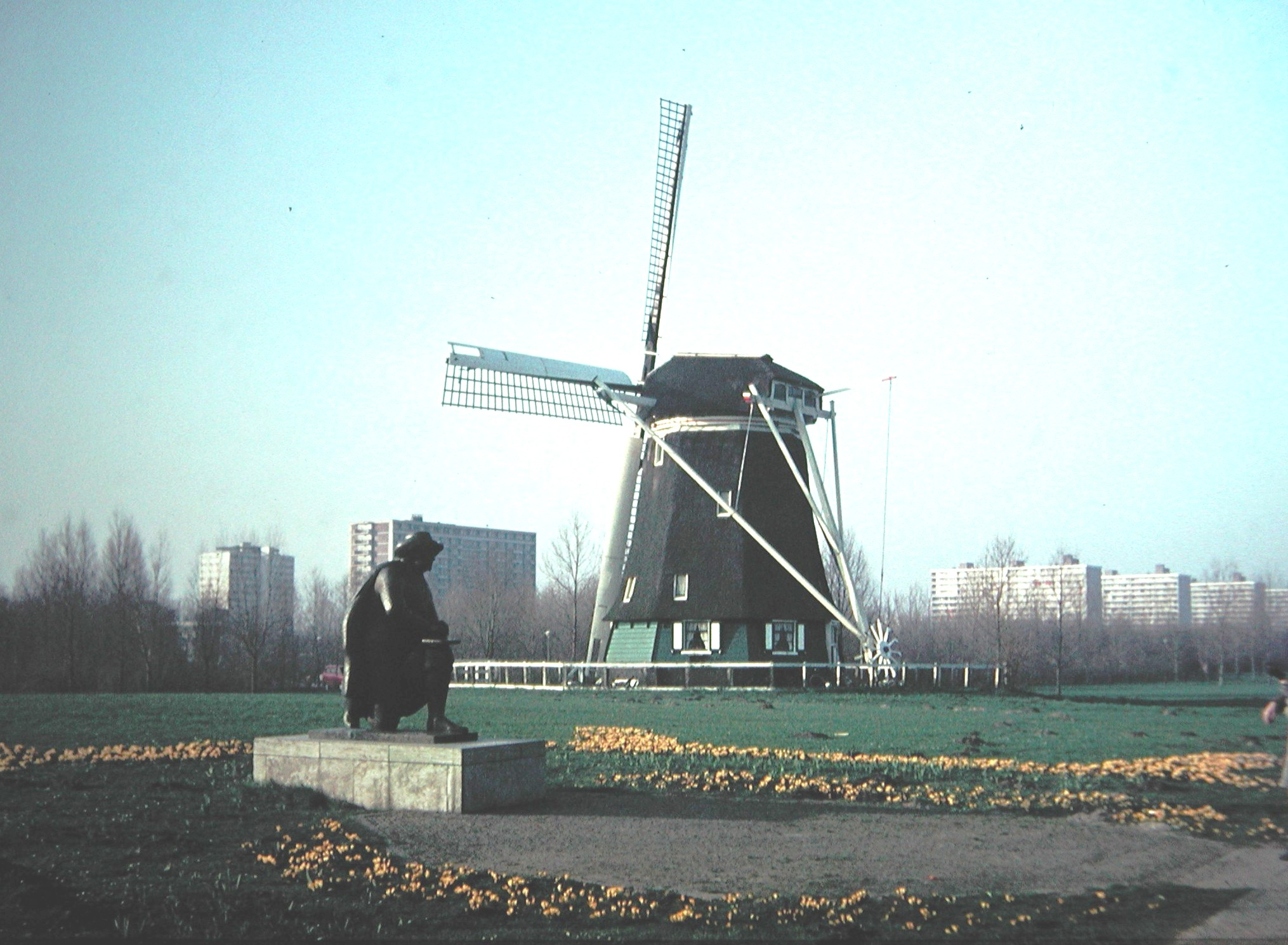
Riekermolen met standbeeld van Rembrandt door Han Wezelaar, foto ca. 1974

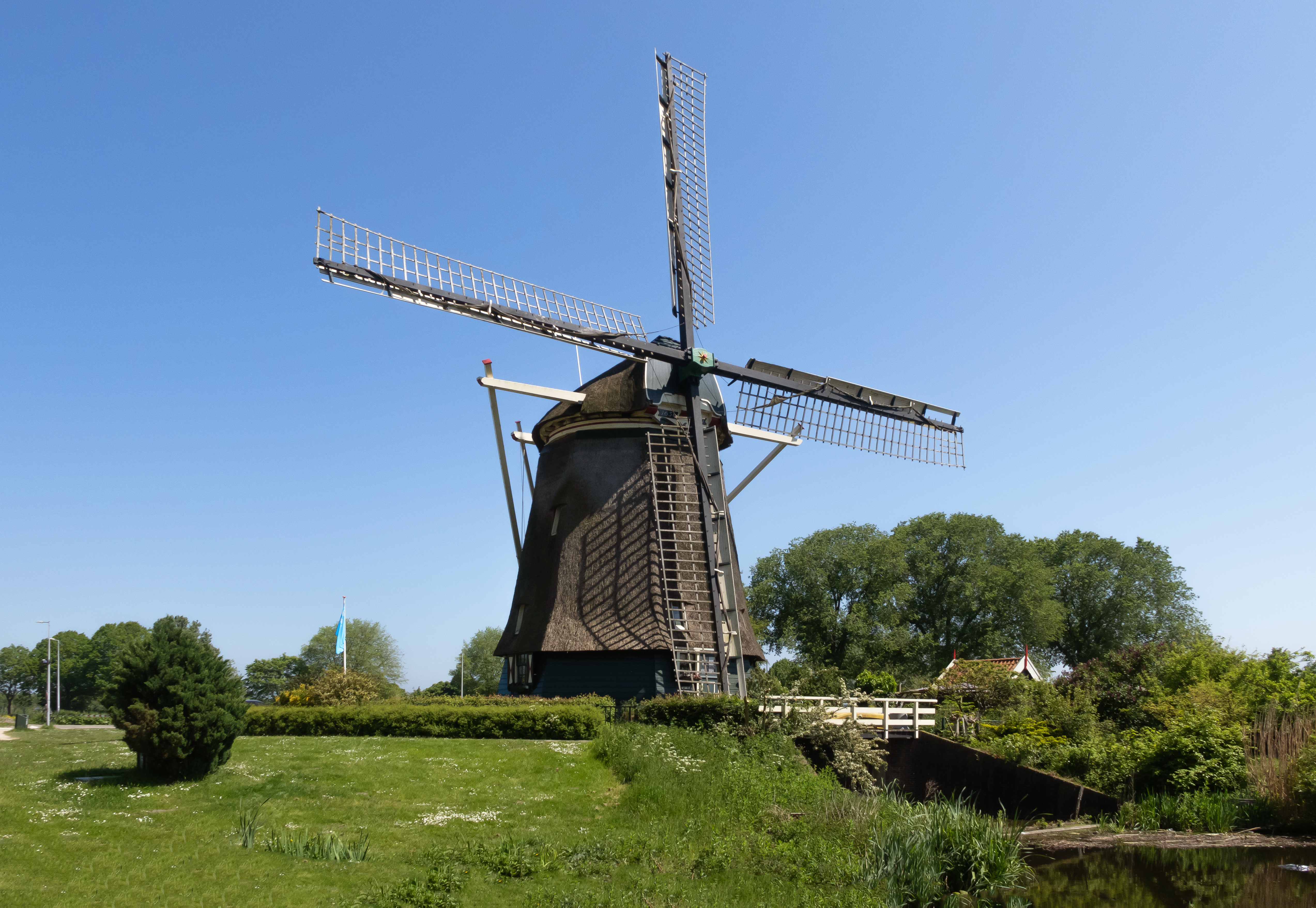
Riekermolen in 2021

De molen stond oorspronkelijk in de Riekerpolder ten zuiden van het dorp Sloten bij Amsterdam. De molen is gedurende lange tijd onder toezicht geweest van de molenaarsfamilie Hardenberg: 
Jan Hardenberg, molenaar in den Rietwijkeroordpolder, gem. Nieuwer-Amstel, vierde gisteren een zeldzaam feest. Gedurende 60 jaren was hij molenaar op een en denzelfden molen, waarin hij ook geboren is. Zijn vader bekleedde dien post op denzelfden molen ongeveer 30 jaren. De stokoude, maar nog krachtige molenaar ontving van vele kanten de hartelijkste bewijzen van belangstelling.— "Het Nieuws van den Dag", vrijdag 18 april 1884
De uit 1636 daterende molen moest in 1956 verdwijnen wegens de vergraving van de Riekerpolder voor de vergroting van het Nieuwe Meer en verhuisde in 1961 naar de Kalfjeslaan bij de Amstel.